# Староянтузово
Староянту́зово (рос. Староянтузово, башк. Иҫке Яндыҙ) — село у складі Дюртюлинського району Башкортостану, Росія. Адміністративний центр Староянтузовської сільської ради.
Населення — 586 осіб (2010; 584 2002).
Національний склад:
- татари — 56 %
- башкири — 40 %